# Aeroportul Regional Williamsport
Aeroportul Regional Williamsport (IATA: IPT, ICAO: KIPT, FAA LID: IPT) este un aeroport din Pennsylvania, Statele Unite ale Americii ce deservește zona Williamsport⁠(d). Aeroportul a fost tranzitat în 2019 de 40.884 de pasageri. A fost numit după zona deservită.
Situat la o altitudine de 161 m, aeroportul dispune de 2 piste.

## Infrastructură

### Piste
Aeroportul dispune de 2 piste. Pista 09/27 are suprafața de asfalt și dimensiunile 6.825 picioare × 150 picioare. Pista 12/30 are suprafața de asfalt și dimensiunile 4.273 picioare × 150 picioare. 